# Ashikaga Yoshiharu
Ashikaga Yoshiharu (足利 義晴?   2 de abril de 1511 - 20 de mayo de 1550) fue el duodécimo shōgun del shogunato Ashikaga y gobernó entre 1521 y 1546 en Japón. Fue el hijo del undécimo shogun Ashikaga Yoshizumi.

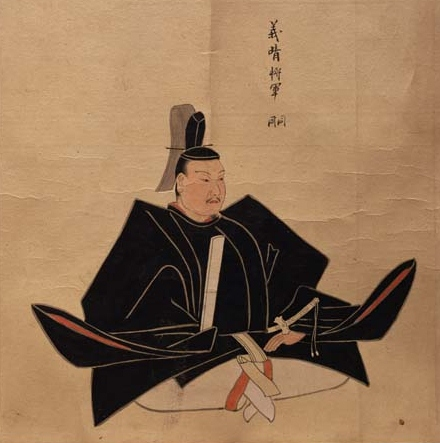
Ashikaga Yoshiharu

En 1521 hubo una lucha del poder entre Ashikaga Yoshitane y Hosokawa Takakuni, Yoshitane huyó a la isla Awaji y Yoshiharu se convertiría en shogun, no obstante era un gobernante títere. Su ausencia de poder político y las constantes expulsiones que sufría fuera de Kioto lo obligaron a abdicar en 1546, en medio de una lucha entre Miyoshi Nagayoshi y Hosokawa Harumoto.
Sería sucedido por su hijo Ashikaga Yoshiteru. También su otro hijo Ashikaga Yoshiaki sería el decimoquinto y último shogun.
Yoshiharu fue el shogun que recibió a los primeros europeos que llegaron a Japón en 1542.
| Predecesor: Ashikaga Yoshitane | Shogun Ashikaga 1521 - 1546 | Sucesor: Ashikaga Yoshiteru |

- Datos: Q536313
- Multimedia: Ashikaga Yoshiharu / Q536313